# Distretto di Quicacha
Il distretto di Quicacha è uno dei tredici distretti della provincia di Caravelí, in Perù. Si trova nella regione di Arequipa e si estende su una superficie di 1.048,42 chilometri quadrati.

Ha per capitale la città di Quicacha e contava 1.980 abitanti al censimento 2005.